# Улька
Улька - річка в Україні, Рівненській області, Дубенському районі, ліва притока річки Тростянецька, басейн Стиру.

## Розташування
Повністю протікає в Дубенському районі, бере початок у лісі на південь від села Кліпець, впадає в річку Замишівка в західній частині Острозької долини.

## Притоки
Права притока - річечка (струмок) Батиївка.
За версією сервісу Google maps Улька є притокою Замишівки, а річка Тростянецька - притокою Ульки  

## Опис
Спочатку тече на  північний захід і в селі Соснівка підбираючи річечку Батиївка, повертає на південний захід. Минаючи село впадає у річку Тростянецька. Довжина близько 8 км. Типова рівнинна річка, утворює заплаву, у верхній течії переважно канального типу.
На річці знаходиться село Соснівка.